# 976 (szám)
A 976 (római számmal: CMLXXVI) egy természetes szám, középpontos háromszögszám.

## A szám a matematikában
A tízes számrendszerbeli 976-os a kettes számrendszerben 1111010000, a nyolcas számrendszerben 1720, a tizenhatos számrendszerben 3D0 alakban írható fel.
A 976 páros szám, összetett szám, kanonikus alakban a 24 · 611 szorzattal, normálalakban a 9,76 · 102 szorzattal írható fel. Tíz osztója van a természetes számok halmazán, ezek növekvő sorrendben: 1, 2, 4, 8, 16, 61, 122, 244, 488 és 976.
Tízszögszám.
Érinthetetlen szám: nem áll elő pozitív egész számok valódiosztóösszeg-függvényeként.
A 976 négyzete 952 576, köbe 929 714 176, négyzetgyöke 31,24100, köbgyöke 9,91935, reciproka 0,0010246. A 976 egység sugarú kör kerülete 6132,38886 egység, területe 2 992 605,764 területegység; a 976 egység sugarú gömb térfogata 3 894 377 633,7 térfogategység.